# Bray (Belgique)
Pour les articles homonymes, voir Bray.
Bray est une section de la ville belge de Binche située en Région wallonne dans la province de Hainaut.
C'était une commune à part entière avant la fusion des communes de 1977.

## Étymologie
Le nom de Bray trouve son origine dans le mot celtique brago signifiant « boue ». D'ailleurs, lors de fortes intempéries, les champs du village, en particulier les pachies des pourceaux, sont souvent inondés.

## Géographie
Le village de Bray est un village assez allongé. Il est de ce fait découpé en trois hameaux :
- Bray-Levant de Mons à la frontière de la commune de Mons. Ce quartier est né à la suite de l'ouverture d'un charbonnage de la Société charbonnière du Levant de Mons, en activité de 1857 à 1935 ;
- Bray-Charbonnage (ou Bray-Cité), près de l'emplacement du second charbonnage de la Société Ougrée-Marihaye) ;
- Bray-Village à l'est, à proximité d'un terril; il s'agit est l'un des seuls vestiges du passé non-minier du village.

## Évolution démographique
- Sources : INS, Rem. : 1831 jusqu'en 1970 = recensements, 1976 = nombre d'habitants au 31 décembre.

## Histoire
En 1899, la Société Anonyme des Charbonnages de Maurage et Boussoit vendit 650 hectares de concession (concession de Bray). La concession fut reprise par les sociétés d'Ougrée-Marihaye et des Hauts-Fourneaux de la Chiers. Le siège de Bray fut alors créé, deux puits furent creusés à partir de 1911. Des installations, telles que des fours à coke ou une petite centrale électrique, furent aussi annexées au charbonnage. Ce siège fut fermé en 1949. De ce passé minier, il ne subsiste aujourd'hui que quelques terrils devenus des endroits naturels dont la faune et la flore sont tout à fait spécifiques.
Le village de Bray était aussi reconnu pour son grès qui a été utilisé dans des bâtiments de la région (Remparts de Binche, Chapelle Saint-Calixte de Mons).

## Patrimoine et culture locale

### Patrimoine architectural
- Eglise de la Sainte-Vierge, édifice de briques et calcaire datant de 1776[2].
- L'église Notre-Dame du Travail située au Levant de Mons est reprise sur la liste du patrimoine immobilier exceptionnel de la Wallonie. La paroisse du Levant-de-Mons créée en 1925[3]. L'église fut construite en 1932 par l'architecte Baltazan en style art-déco[4].

## Économie
Bray était aussi connu pour ses sablières, qui n'étaient pas des sablières. (Carrières de sable).[Quoi ?]